# Buiksloterdraaibrug

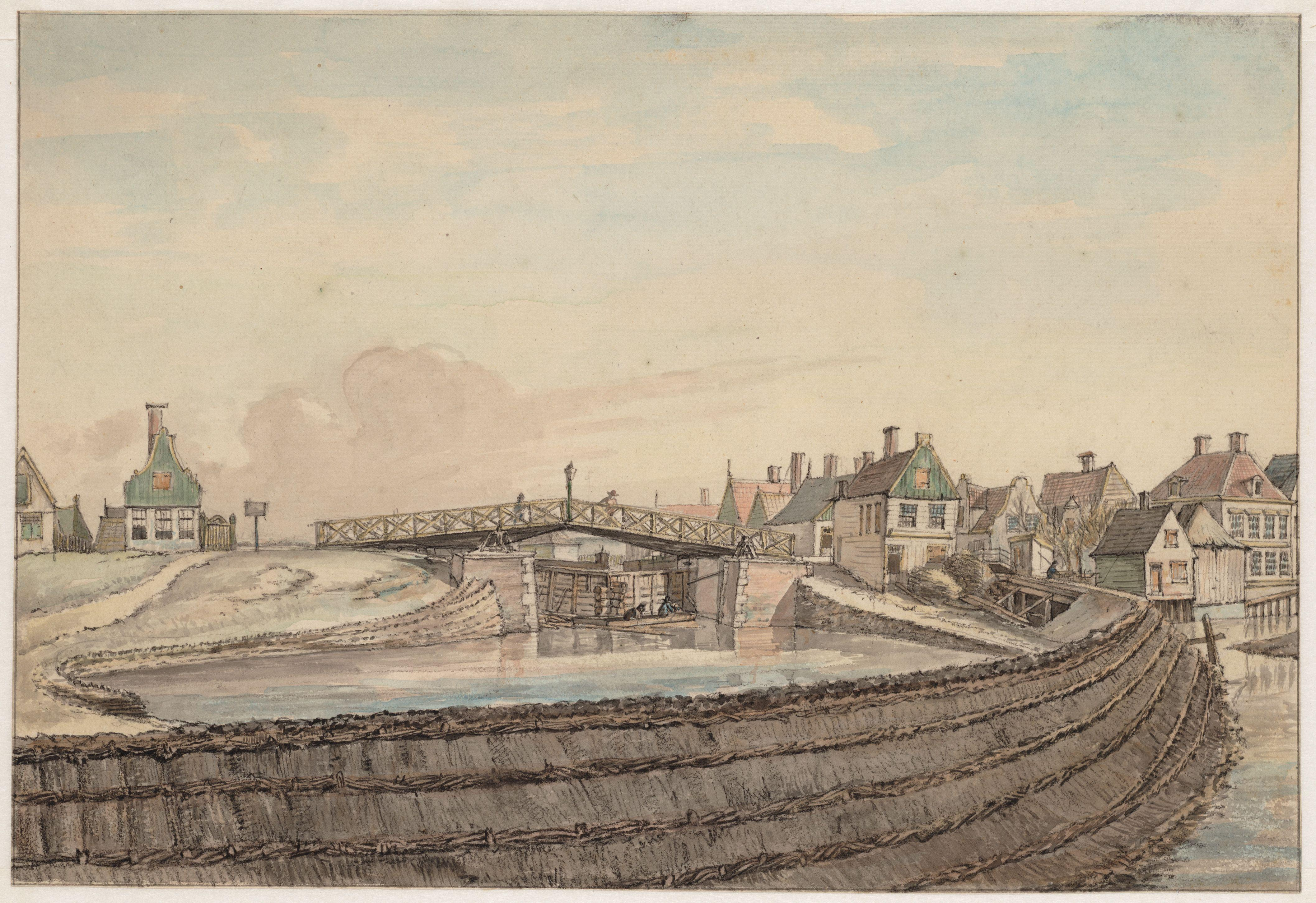
Gerrit Lamberts legde de brug in 1822 vast

De Buiksloterdraaibrug (nummer 2205) is een bouwkundig kunstwerk in Amsterdam-Noord.

## Geschiedenis
De brug kent een geschiedenis van circa 200 jaar. Bij het graven van het Noordhollandsch Kanaal werd hier ter hoogte van het dorp en gemeente Buiksloot al een zogenaamde doorvaartbrug in de vorm van een draaibrug geplaatst. Het is dan omstreeks 1822. Het kanaal doorsnijdt daar de Waterlandse Zeedijk, daar waar daarvoor nog een aantal huisjes stonden en de Burg van Alkmaar. Deze doorvaartbrug was een uitzondering, want de meeste bruggen in het kanaal tussen Amsterdam en Den Helder waren vlotbruggen ontworpen door Jan Blanken, ingenieur bij Rijkswaterstaat. De meeste vlotbruggen verdwenen weer (te traag, doorvaart te smal), maar sommige dorpsnamen herinneren er nog aan, Sint Maartensvlotbrug. De doorvaartbrug was in wezen zinloos, want direct ten zuiden van de brug lag ook een vlotbrug. Rond 1922 lag er nog steeds een draaibrug naar model van Jan Blanken. Normaliter beperken enkele draaibruggen de doorvaartbreedte, maar Blanken combineerde twee draaibruggen die hun assen hadden op de landhoofden, zo kon de doorvaartbreedte behoorlijk opgerekt worden.
In de 20e eeuw nam de scheepvaart behoorlijk af en rond 1952 besloot Rijkswaterstaat dan ook de versleten brug te vervangen; het hield echter de eigenschappen van een dubbele draaibrug. Daarbij bleek het initiatief van Blanken handig; over het kanaal lagen allemaal dezelfde bruggen, zo kon het bovendek van de Friese brug uit Alkmaar geplaatst worden op de enigszins aangepaste onderbouw in Amsterdam. Er waren ongeveer vier maanden nodig om de brug te vernieuwen; voor voetgangers en fietsers werd een veer gelegd even ten noorden van de brug. De brug kreeg daardoor een ander uiterlijk, zonder trekstangen. Sindsdien is er nauwelijks iets gebeurd in de omgeving van de ijzeren brug. De dubbele draaibrug heeft een groot nadeel, in het midden van de overspanning zit een zwak punt; bij zware belasting van de brug ontstaat hoogteverschil in de twee delen. Op de brug geldt weliswaar twee richtingverkeer, het wegdek is maar één auto breed. De brug werd vermoedelijk in de 21e eeuw alleen geschikt gemaakt voor voetgangers en fietsers. Beweging gaan volgens het principe van een bolscharnier, eerst wordt het bolgedeelte geopend en dan het komvormig deel; sluiting vindt plaats in omgekeerde volgorde.
Bij de brug staat een brugwachtershuisje uit 1984, dat zijn oorspronkelijke functie verloren heeft en sinds 2017 wordt gebruikt als overnachtingsplek.
De brug werd sinds 2014 op afstand bediend vanaf brug 491 bij het Meeuwenplein, weer later werd de brug centraal bediend.
De brug ging jarenlang door het leven onder het nummer 39P, aanduiding van een brug in die elders in beheer was, in dit geval dus Rijkswaterstaat. In 2002 nam de gemeente Amsterdam het beheer over, vandaar haar hoge brugnummer binnen de reeks. In maart 2016 is de naam Buiksloterdraaibrug officieel vastgelegd door de gemeente Amsterdam.

## Afbeeldingen

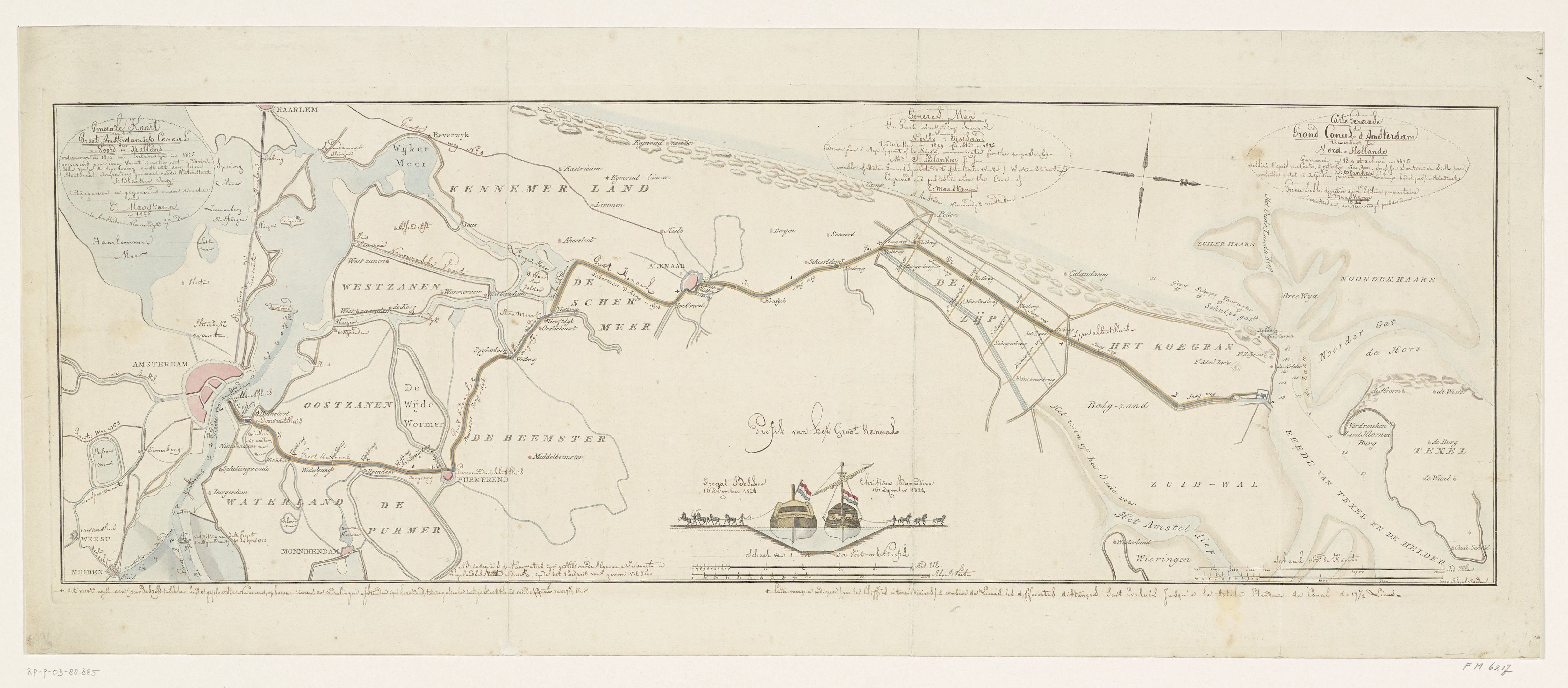
Noordhollandsch Kanaal volgens planning (1819-1825)
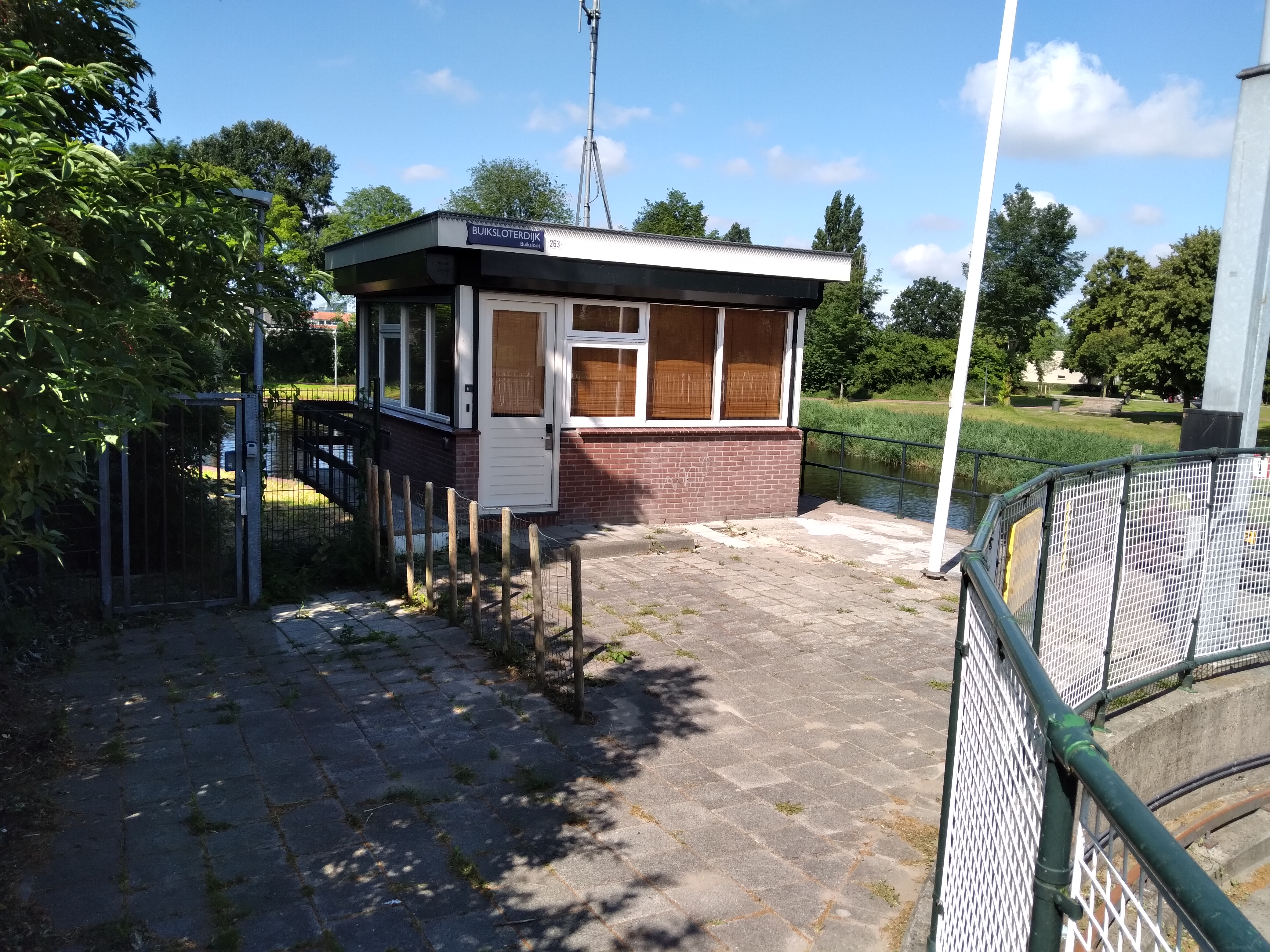
Brughuisje (juli 2021)
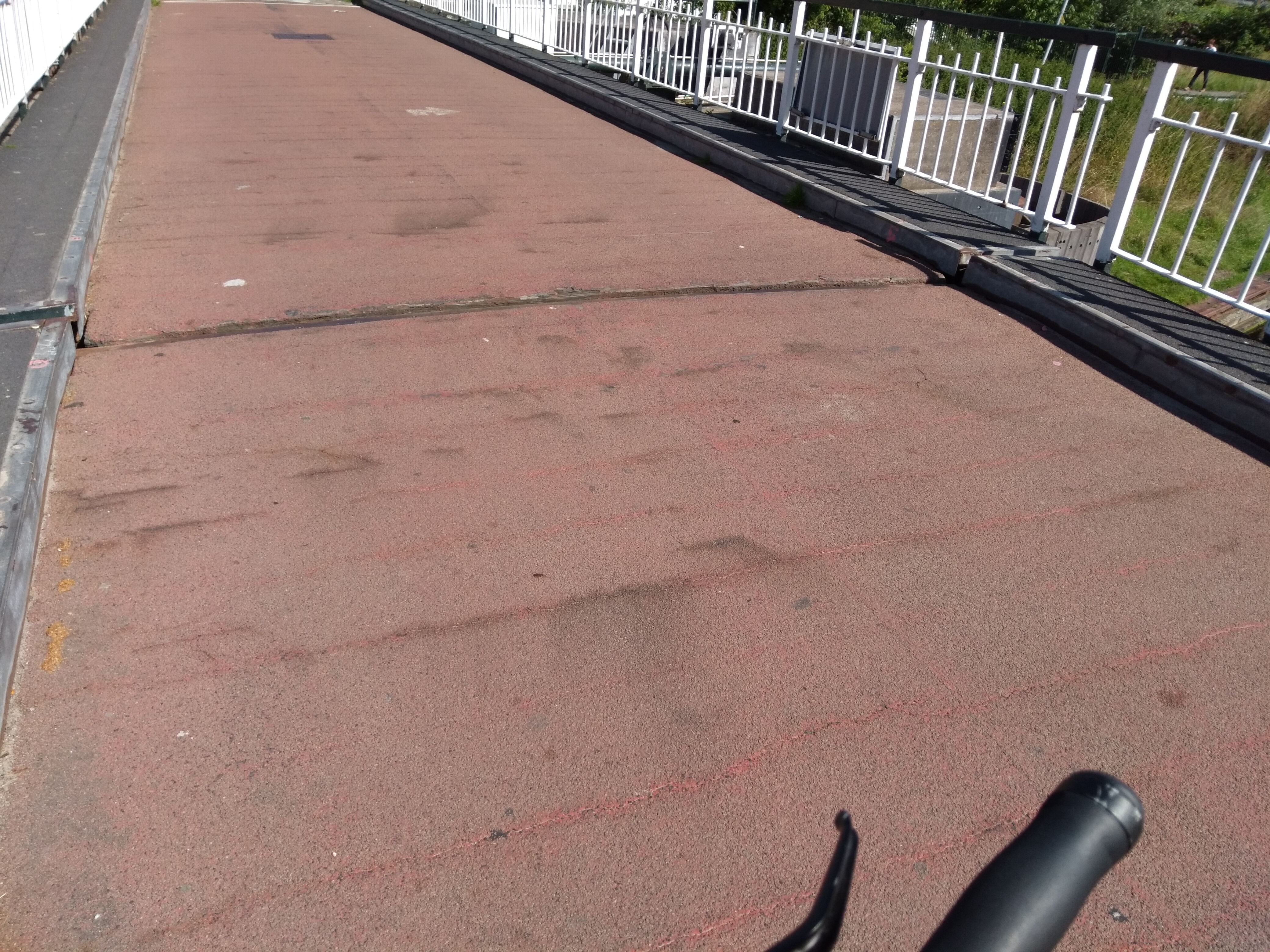
Aansluiting twee draaischijven (juli 2021)
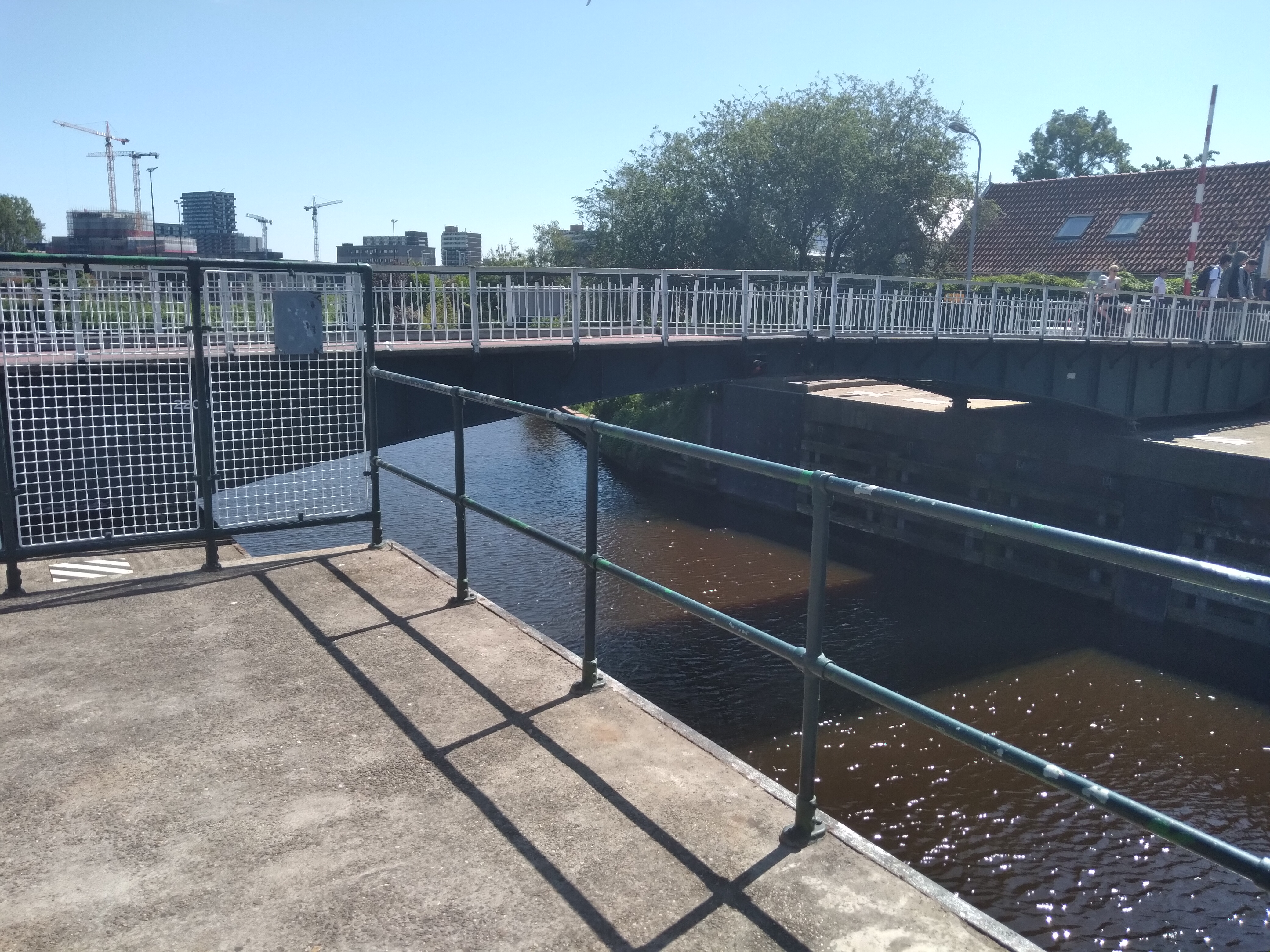
Zijaanzicht (juni 2021)